# Óriásfarkas
Az óriásfarkas (Aenocyon dirus korábban Canis dirus) az emlősök (Mammalia) osztályának ragadozók (Carnivora) rendjébe, ezen belül a kutyafélék (Canidae) családjába tartozó fosszilis faj, amely Észak-Amerikában élt a késő pleisztocéntól a kora holocénig, azaz 125 000-9500 évvel ezelőtt. Az utolsó jégkorszak végével tűnt el. Ismert förtelmes kutya néven is, valamint egyes irodalmi művek után rémfarkasként.

## Felfedezése, besorolása
Az első maradványait Francis Lick találta meg az Ohio folyó partján 1854-ben, az Egyesült Államok Indiana államának területén. Új fajként Joseph Leidy írta le 1855-ben, aki a Canis primaevus nevet adta neki. Később észrevették, hogy ez a név már foglalt, ezért 1858-ban a Canis dirus nevet kapta. A legtöbb jó megtartású fosszíliája azóta a kaliforniai La Brea kátránytavából került elő.
2021-ben 5 darab, 50-13 ezer éves csontokból szerzett genetikai anyag vizsgálatából kiderült, hogy valójában a morfológiai hasonlóság ellenére szürke farkassal (Canis lupus) nem állt közeli rokonságban, hiszen a két faj evolúciója 5 millió évvel ezelőtt vált szét. Így a Canis genusból áthelyezték az Aenocyon genusba, ahol monotipikus faj.

## Testfelépítése

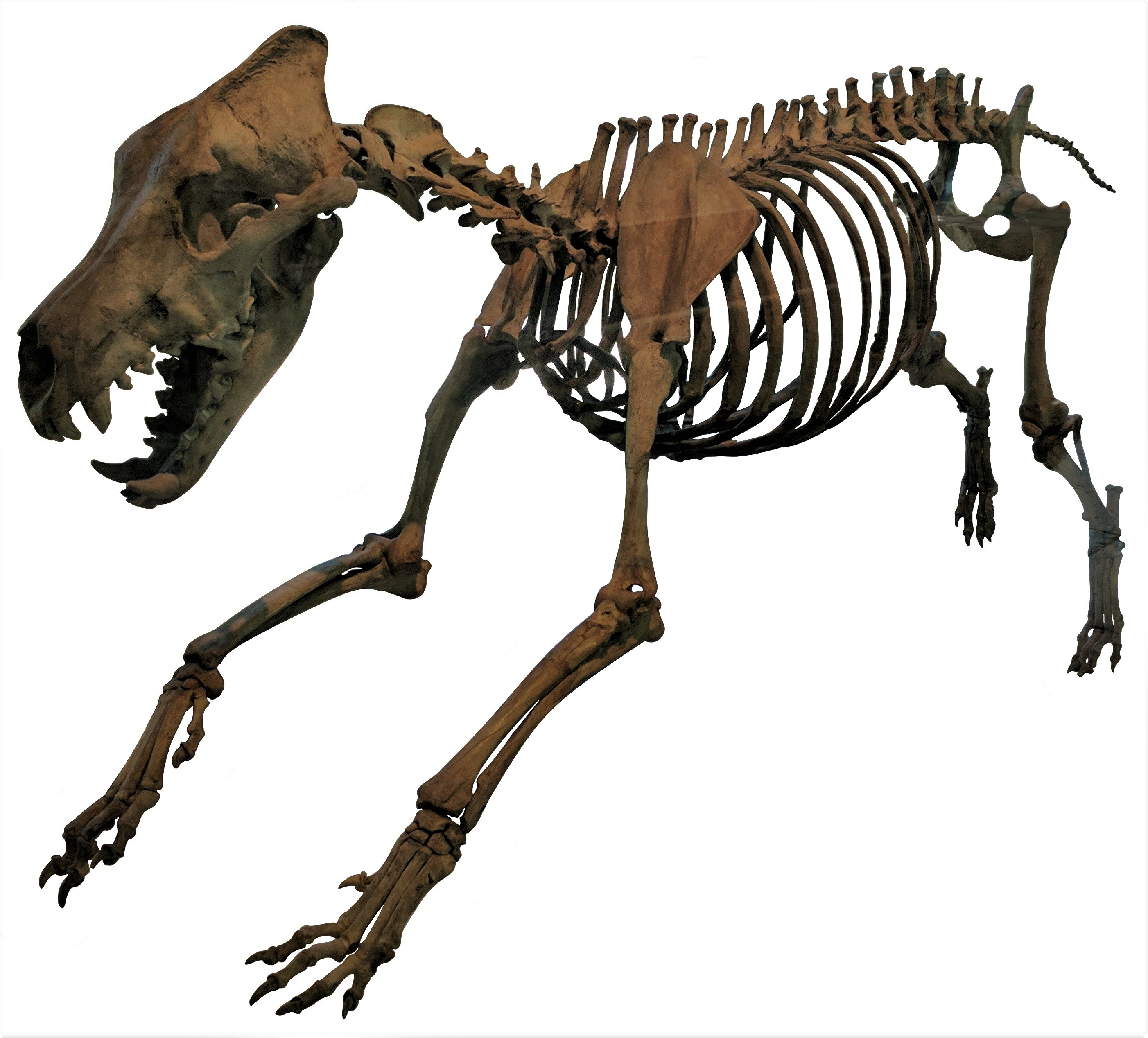
Óriásfarkas csontváza

Az óriásfarkas volt a Földön valaha élt egyik legnagyobb ismert kutyaféle. Neve kissé megtévesztő: nem volt sokkal nagyobb a ma élő rokonainál. A mai szürke farkashoz hasonló testfelépítésű és kinézetű ragadozó volt, ám annál robusztusabb testfelépítésű. Testtömege 50–110 kg között lehetett, hossza pedig átlagosan 1,5 méter volt: vagyis a mai szürke farkas a 23–86 kg-os tömegével és 1,0–1,6 méteres hosszával megközelítette az óriásfarkas méreteit, de annak maximális méreteit nem éri el.
Találóbb név az óriásfarkasnál az angol „rémfarkas” (dire wolf), mivel erőteljes állkapcsával, hatalmas, agyarszerű fogaival és ezáltal eléggé deformálódott fejformájával meglehetősen rémisztő látványt nyújthatott. Agya a testméretéhez, és a mai kutyafélékhez képest is meglepően kicsi volt.

## Életmódja
Viselkedéséről, életmódjáról nagyon keveset tudni. Feltételezhető, hogy a mai farkasokhoz hasonlóan falkákban élt és vadászott a pleisztocén kori Észak-Amerika nyílt térségeinek nagy testű növényevő emlőseire. Ez utóbbi miatt – a leletek tanúsága szerint – gyakoriak voltak közöttük a tompa tárgyaktól – feltehetően patáktól – származó különböző csonttörések, melyek közül azonban több a gyógyulás jeleit mutatja: tehát szívós állatok lehettek, és talán a falka is gondoskodott a sérült tagjairól. A sérüléseik a falkán belüli és az azon kívüli fajtársak közötti rivalizálásokból is származhattak.
Az óriásfarkas rövidebb lábai, a nagy és a fosszíliák tanúsága alapján erősen igénybe vett fogak alapján elképzelhető, hogy a hiénához hasonló életmódot folytatott: elhullott, vagy elejtett prédaállatának nagy részét felfalta, csontjait is elropogtatva.

## Kihalása
Kihalása minden bizonnyal összefüggött Észak-Amerika nagy testű növényevőinek eltűnésével, amely nem sokkal a mai indiánok őseinek Amerikába érkezését követően következett be (erről bővebben: pleisztocén megafauna). Ennek során számos, 45 kilogrammnál nehezebb testtömegű állat tűnt el, köztük azok a hatalmas növényevők, amelyek a nagytestű ragadozók és dögevők táplálékai voltak. Az új, zömmel kisebb testű és fürgébb növényevőkből álló faunában feltehetően kompetíció (fajok közötti verseny) alakult ki közte és a hasonló testfelépítésű szürke farkas között ugyanazon táplálékforrásokért és – mint kihalása mutatja – ebben a versenyben alulmaradt a szürke farkassal szemben. Megnehezítette az is a túlélését, hogy különálló fajként nem tudott keveredni más kutyafélékkel, mint ahogy a prérifarkasok, a vadkutyák, vagy épp a szürke farkas, amelyek így genetikailag ellenállóbbak voltak a betegségekkel szemben. Egy 2023-as tanulmány egy olyan egyedről számolt be, amely a belterjes szaporulat miatti betegségek nyomait viselte magán.
Az Egyesült Államok Arkansas államában 4000 éves maradványait is megtalálták, ez azonban bizonytalan adat.

## Feltámasztására tett kísérletek
2025 áprilisában a Colossal Biosciences bejelentette, hogy klónozás és génszerkesztés segítségével létrehoztak három farkaskölyköt, akik közül két hím (Romulus és Remus) már hat hónapos, míg az egy nőstény (Khaalesi) két hónapos. A tudósok analizálták az óriásfarkas génjeit, amelyeket két mintából vettek: egy 13 ezer éves fogból és egy 72 ezer éves fülcsontból. Miután összehasonlították a szürke farkas és az óriásfarkas génjeit, megkeresték benne azokat, amelyek az utóbbi állat jellegzetes testfelépítését adták, és annak megfelelően módosították a szürke farkasét. A farkaskölyköket kutyák nevelték. A Colossal elmondása szerint ezek a génmódosítások lényegében feltámasztották az óriásfarkast – bár ezzel szakértők nem értenek egyet –, annak ellenére, hogy a szürke farkas génjeibe egyáltalán nem került óriásfarkas-gén.
Az állatok testfelépítése robusztusabb: nagyobbak, különösen a váll környékén karakteresen, fejük szélesebb, fogaik és állkapcsuk nagyobb, lábaik izmosabbak, szőrük pedig fehér. Máskülönben a farkasok viselkedését örökölték: már kölyökkoruktól produkálják a farkasüvöltést, megvan bennük a vadászösztön, és ugyanúgy tartanak az embertől, még a saját gondozóiktól is.